# Big Springs (Nebraska)
Big Springs es una villa ubicada en el condado de Deuel en el estado estadounidense de Nebraska. En el Censo de 2010 tenía una población de 400 habitantes y una densidad poblacional de 348,62 personas por km².

## Geografía
Big Springs se encuentra ubicada en las coordenadas 41°3′39″N 102°4′28″O / 41.06083, -102.07444. Según la Oficina del Censo de los Estados Unidos, Big Springs tiene una superficie total de 1.15 km², de la cual 1.15 km² corresponden a tierra firme y (0%) 0 km² es agua.

## Demografía
Según el censo de 2010, había 400 personas residiendo en Big Springs. La densidad de población era de 348,62 hab./km². De los 400 habitantes, Big Springs estaba compuesto por el 94.5% blancos, el 0% eran afroamericanos, el 0.75% eran amerindios, el 0% eran asiáticos, el 0% eran isleños del Pacífico, el 2.5% eran de otras razas y el 2.25% pertenecían a dos o más razas. Del total de la población el 8% eran hispanos o latinos de cualquier raza.